# Rodgers și Hammerstein

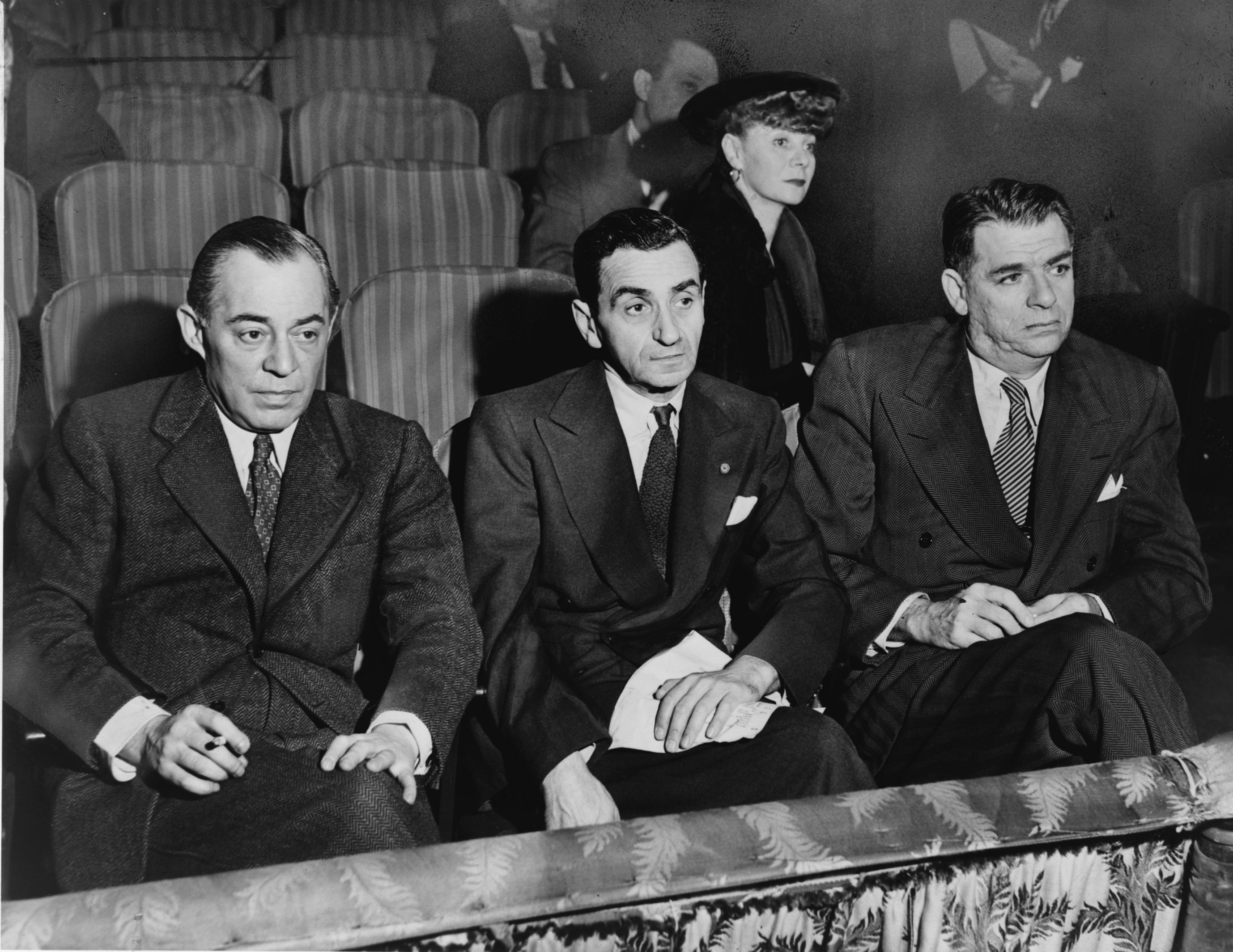
Rodgers (stânga) și Hammerstein (dreapta), cu Irving Berlin (mijloc) și Helen Tamiris, jurizând audițiiile de la st. James Theatre din 1948

Rodgers și Hammerstein se referă la un influent, inovator și de succes tandem de autori americani de melodii pentru muzicale compuse de compozitorul Richard Rodgers (1902-1979) și textier-dramaturgul Oscar Hammerstein II (1895-1960). Au creat o serie de musical-uri de Broadway, de-a lungul a unui deceniu, între anii 1940 și 1950, inițiind ceea ce este astăzi considerat "epoca de aur" a teatrului muzical. Cinci  din spectacolele lor de pe Broadway, Oklahoma!, Carusel, South Pacific, The King and I și Sunetul Muzicii, au fost remarcabile succese; de asemenea difuzarea televizată a musical-ului Cenusareasa. Dintre celelalte patru musical-uri care echipa le-a produs pe Broadway în timpul vieții lor, Flower drum Song a fost bine primit, și niciunul nu a fost un eșec. Cele mai multe dintre spectacolele lor au fost jucate frecvent în întreaga lume, atât de către profesioniști, cât și de amatori. Printre numeroasele premii pe care spectacolele lor (și versiunile ecranizate) au primit, se numără treizeci și patru Premii Tony, cincisprezece premii Oscar, un Premiu Pulitzer, și două Premii Grammy.
Asocierea sa în scopul de a compune împreună teatru muzical este considerată, ca fiind cea mai importantă din secolul XX.

## A se vedea, de asemenea,
- Rodgers și Hart

## Citește mai mult
- . ISBN 1-55783-473-3. Lipsește sau este vid: |title= (ajutor)

## Link-uri externe
- Rodgers și Hammerstein
- Rodgers și Hammerstein Discography at Discogs
- Rodgers și Hammerstein Time revista "100 cei mai influenți artiști"
- Rodgers și Hammerstein de la Universitatea din Columbia Encyclopedia
- Theodore S. Chapin, de Rodgers și Hammerstein Organizație, se analizează sale de licență de drepturi de autor de la filosofie Arhivat în 16 noiembrie 2014, la Wayback Machine. la jacob Perna PillowTalk, 29 august 2009